# Kościół Najświętszego Serca Pana Jezusa i Matki Bożej Fatimskiej w Tarnowskich Górach-Strzybnicy
Kościół Najświętszego Serca Pana Jezusa i Matki Bożej Fatimskiej – rzymskokatolicki kościół parafialny należący do parafii pod tym samym wezwaniem. Znajduje się w tarnogórskiej dzielnicy Strzybnica.

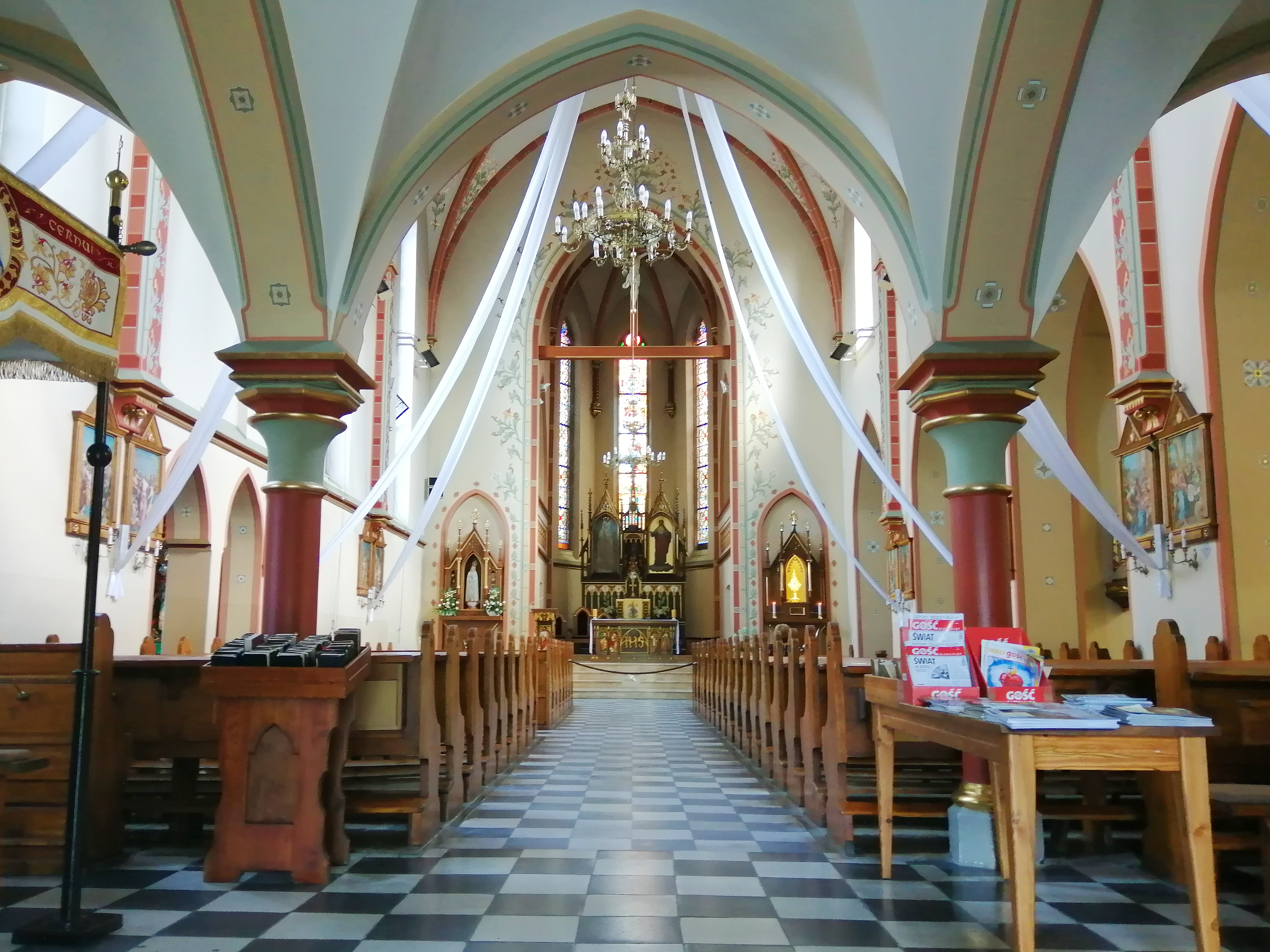
Wnętrze kościoła

W 1884 roku powstał komitet budowy kościoła, którego przewodniczącym został mistrz kowalski z Rybnej, Berger. 12 października 1885 roku ksiądz dziekan Henryk Marx poświęcił i wmurował kamień węgielny pod nową świątynię. Budowę świątyni w Rybnej prowadził mistrz budowlany Jan Kowolik z Bytomia. Po jego śmierci parafianie sami doprowadzili do zakończenia prac budowlanych. W dniu 15 sierpnia 1887 roku ksiądz dziekan Marx pobłogosławił świątynię, nadając jej tytuł Najświętszego Serca Pana Jezusa. 13 listopada 1954 roku zostało odprawione w świątyni pierwsze nabożeństwo fatimskie. W latach 1959–1960 świątynia została znacznie powiększona – powstała nawa boczna, kaplica i zakrystia. 18 maja 1963 roku biskup katowicki Herbert Bednorz uroczyście poświęcił świątynię. W 2005 roku została wykonana nowa polichromia w świątyni, natomiast w 2012 roku wystrój wnętrza został uzupełniony o boczne ołtarze i sedilia wykonane przez oświęcimską Pracownię Stolarską „U Salezjan”.
Budynek figuruje w gminnej ewidencji zabytków miasta Tarnowskie Góry.